# Emil Knodt

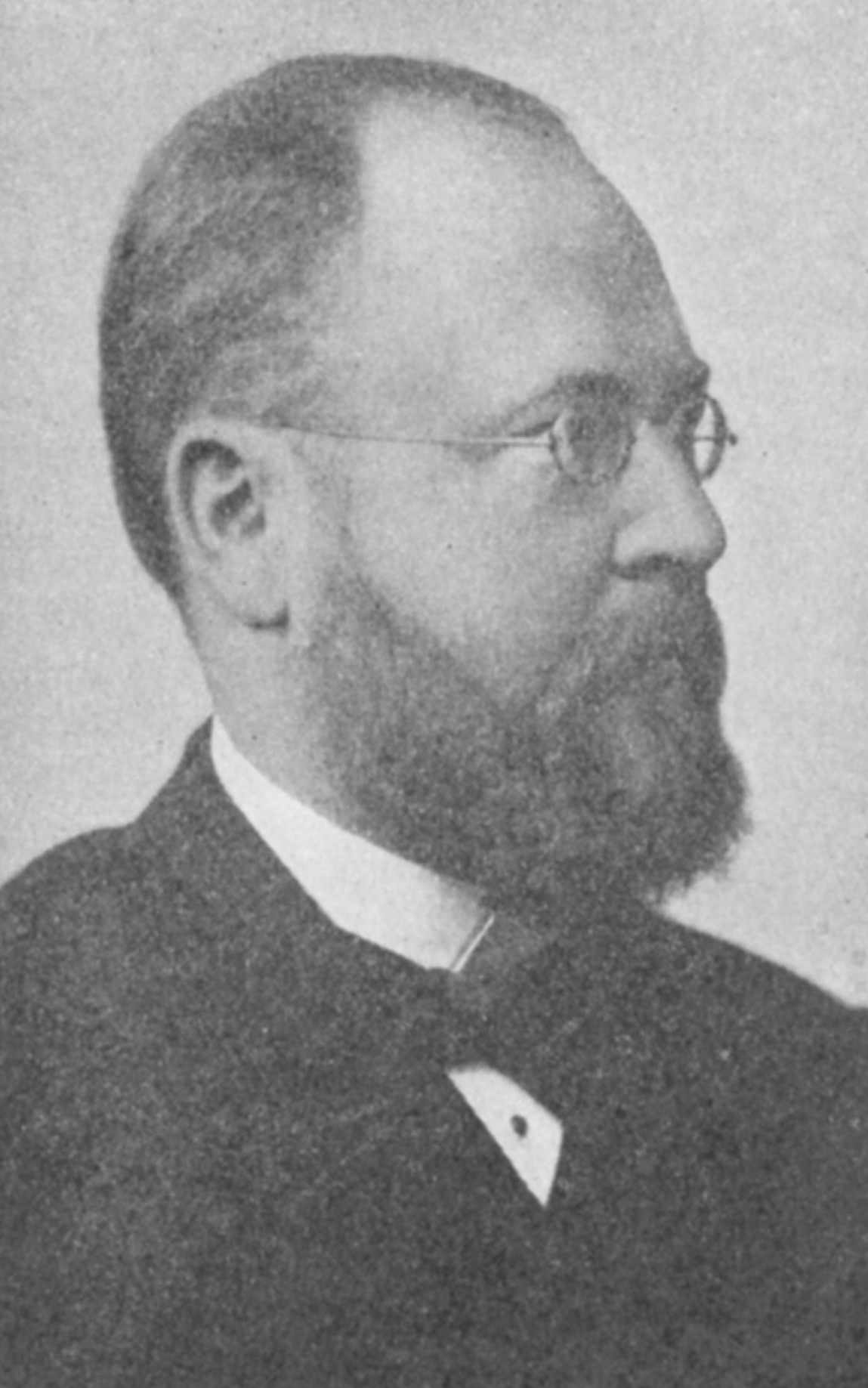
Emil Knodt, um 1920

Emil Karl Wilhelm Knodt (* 23. Juli 1852 in Eppelsheim; † 29. Februar 1924 in Wahlrod) war ein deutscher evangelischer Theologe und Tierschützer. 

## Leben
Emil Knodt begann nach seinem Abitur, das er 1869 am Ludwig-Georgs-Gymnasium in Darmstadt ablegte, mit 16 Jahren ein Theologiestudium an der Landesuniversität Gießen. 1874 schloss er mit 22 Jahren am Predigerseminar in Friedberg seine Ausbildung ab. Danach arbeitete er als Oberhelfer bei Johann Hinrich Wichern im "Rauhen Haus" in Hamburg. 1875 legte er das zweite theologische Examen ab. Nach dem Vikariat in Pfungstadt (Kreis Darmstadt) übernahm er 1878 in Rothenberg sein erstes Pfarramt.
Gemeinsam mit seiner Frau, die Vegetarierin war, war er im Bereich des Tierschutzes engagiert. Er gilt als erster deutscher Tierschutzschriftsteller und war von 1878 bis 1884 Herausgeber der Zeitschrift "Der Tier- und Menschenfreund".
1883 wurde er Pfarrer in Münster/Westf., außerdem Religionslehrer und Seelsorger im Gefängnis und in einer Irrenanstalt. Gleichzeitig befasste er sich mit der westfälischen Kirchengeschichte.
Gemeinsam mit Friedrich von Bodelschwingh gründete er die „Konferenz für Irrenseelsorge“ und war von 1889 bis 1895 ihr Vorsitzender. Durch kirchengeschichtliche und seelsorgerliche Veröffentlichungen bekannt geworden, erhielt er Berufungen ans Predigerseminar Friedberg und ans Religionslehrer-Konvikt Magdeburg, die er jedoch ausschlug.
1898 wurde er Direktor des Theologischen Seminars Herborn und blieb dies bis zu seinem Ruhestand 1923.
1904 erhielt er die theologische Ehrendoktorwürde der Universität Marburg.

## Werke
- „Zoophilus“ Biblische Studien über Tierbestimmung, Tierleben und Tierschutz, Dresden 1881
- Bilder aus der wissenschaftlichen Tierfolter, 1881
- Wider den Selbstmord, Barmen 1891
- Trostbuch beim Tode unserer Kinder, Gotha 1893 (davon Kurzfassung: »Kleines Trostbuch beim Tode unserer Kinder«, Gotha 1898)
- Gebetbuch an Kranken- u. Sterbebetten, o. J.
- Johann Hinrich Wichern, der Vater und Herold der Inneren Mission, Herborn 1908
- Die Bedeutung Calvins und des Calvinismus, 1910
- Der Anfang von Westfalens Christianisierung. In: Jahrbuch des Vereins für die Evangelische Kirchengeschichte der Grafschaft Mark Bd. 2 (1900) S. 1–26